# Arthur Fagen
Arthur Fagen (Nova York, 1951) és un director d'orquestra nord-americà.
Laszlo Halasz va ser el seu primer professor de direcció. Després va continuar els estudis a l'Institut Curtis amb Max Rudolf i al Mozarteum de Salzburg amb Hans Swarowsky. Més endavant va ser director assistent de Christoph von Dohnanyi a l'Òpera de Frankfurt i de James Levine a la Metropolitan Opera.
A la dècada de 1990 va enregistrar les simfonies i els concerts de piano de Bohuslav Martinů.
Fou nomenat director principal de l'Orquestra Filharmònica de Dortmund des del 2002 fins al 2007.
Ha estat director musical de l'Òpera d'Atlanta des de 2010. És professor de direcció a la Jacobs School of Music de la Indiana University.